# Trupanea horologii
Trupanea horologii är en tvåvingeart som beskrevs av Munro 1964. Trupanea horologii ingår i släktet Trupanea och familjen borrflugor.
Artens utbredningsområde är Kenya. Inga underarter finns listade i Catalogue of Life.